# جيمي أكين
جيمي أكين (بالإنجليزية: Jimmy Akin)‏ هو كاتب أمريكي، ولد في 1965.